# Erbach (Homburg)
Erbach ist der größte Stadtteil der Kreisstadt Homburg im Saarland. Er liegt nördlich des Hauptbahnhofes von Homburg und wird im Wesentlichen durch die Bahnstrecke Mannheim–Saarbrücken vom Homburger Stadtgebiet getrennt. Unmittelbar nördlich des Ortes verläuft die A 6. Im örtlichen Dialekt wird der Name Errbach ausgesprochen.

## Geographie

### Lage
Der älteste Teil des Ortes liegt auf einem Rücken nordöstlich des Erbachs auf 255 m ü. NHN, auch die Bebauung entlang der Dürerstraße zur Bahnhofsbrücke nach Homburg bestand schon früh. Die seit den 1950er-Jahren neu erschlossenen Gebiete liegen dagegen vorwiegend südwestlich des Erbachs. Nach der naturräumlichen Gliederung gehört der Ort zum Homburger Becken.

### Ortsgliederung
Neben dem Hauptort Erbach gehören die Ortsteile Lappentascher Hof und Johannishof zu Erbach. Erbach hat 12.382 Einwohner (Stand: 1. Oktober 2024).

### Lappentascher Hof
Der Lappentascher Hof liegt zwischen Erbach und Altstadt und hat 188 Einwohner (Stand: 1. Oktober 2024). Der Ortsteil hat einen eigenen Sportverein. An der Zufahrtsstraße liegt ein Industrie- und Gewerbegebiet mit mehreren Fachmärkten. Dort befindet sich auch der Haupteingang der Boschwerke 1 und 2.
Gegründet wurde der Ort als Versorgungshof für die Hohenburg von dem Grafen La Bretesche, der von 1680 bis 1697 Gouverneur von Homburg und Kommandant der französischen Truppen in der Saarprovinz war. Der Name La Bretesche(s) Hof hat sich im Laufe der Zeit in Lappentascher Hof umgewandelt.

### Johannishof
Der zwischen Homburg und Bruchhof an der Moorniederung Closenbruch gelegene Johannishof – umgangssprachlich auch Hinkelsbix genannt – liegt als einziger Ortsteil Erbachs südlich der Bahnstrecke Mannheim–Saarbrücken. Er ist von Erbach aus nur über einen Radweg zu erreichen, mit dem Auto muss man entweder über Homburg oder über Bruchhof fahren. Hier stand eine 1760 von Herzog Christian IV. von Pfalz-Zweibrücken erbaute Fasanerie mit einem 700 ha großen Fasaneriepark im englischen Stil. Herzog Karl II. August ergänzte die Fasanerie später mit dem Schloss Amalienlust, einem eigenen Refugium für seine Gemahlin Herzogin Maria Amalie. Die gesamte Anlage wurde wie das benachbarte Schloss Karlsberg 1793 von französischen Revolutionstruppen zerstört und im Laufe der Zeit vollständig abgetragen. Hier befindet sich das Kombibad KOI der Stadt Homburg.

## Geschichte
Der Ort gehörte im Spätmittelalter zur Herrschaft Kirkel. 1354 trug Ludwig, Herr von Kirkel, dem Pfalzgrafen Ruprecht I. seine Eigengüter in Limbach, Büdingen (heute: Wüstung bei Wörschweiler) und Erbach zu Lehen auf. Nach dem Aussterben der Herren von Kirkel 1386 kam die Herrschaft Kirkel zur Pfalzgrafschaft bei Rhein, fiel bei der Teilung 1410 an Pfalz-Simmern-Zweibrücken und bei der Teilung 1444 an Pfalz-Zweibrücken. Erbach verblieb bei Pfalz-Zweibrücken bis zur Annexion des Linken Rheinufers durch Frankreich 1798/1801, kam danach zum Kanton Homburg im Departement Donnersberg und 1816 zum Königreich Bayern. Aus dem 1818 eingerichteten Landkommissariat Homburg ging 1862 das Bezirksamt Homburg hervor, das 1920 aufgeteilt und teilweise (mit Erbach-Reiskirchen) dem Saargebiet zugeschlagen wurde.

### Namensherkunft
Die Belegreihe zum Ortsnamen setzt im 14. Jahrhundert ein. Der Ort ist nach dem gleichnamigen Bach, dem Erbach benannt. Der Name Erbach kommt in Deutschland häufiger vor. Die Namensabstammung ist jedoch nicht gleich, sondern wird vom Eber oder von der Erle oder von einem Bach mit stärkerer Erdmitführung hergeleitet. Für den hiesigen Erbach ist die erste Herleitung nachgewiesen; es handelt sich um einen Bach, an dem „der Eber auffiel“. Schon der Ebersbach, ein linker Zufluss des Erbachs, bietet einen Hinweis auf diese Namensdeutung. In einer Urkunde von 1346 werden die Orte „Vogelbach“, „Eberbach“ und „Homburg“ miteinander genannt, so dass die Herkunft „Eberbach“ für „Erbach“ historisch belegt ist.

### Eingemeindung
Am 1. April 1936 wurde die bis dahin selbständige Gemeinde Erbach-Reiskirchen in die Kreisstadt Homburg eingegliedert.

### Einwohnerentwicklung
| Jahr | Einwohner | Quelle |
| ---- | --------- | ------ |
| 1895 | 2.333     |        |
| 2008 | 13.024    |        |
| 2024 | 12.554    | [ 1 ]  |

Die Zahlen ab 2008 beinhalten die Einwohner des Ortsteils Lappentascher Hof.

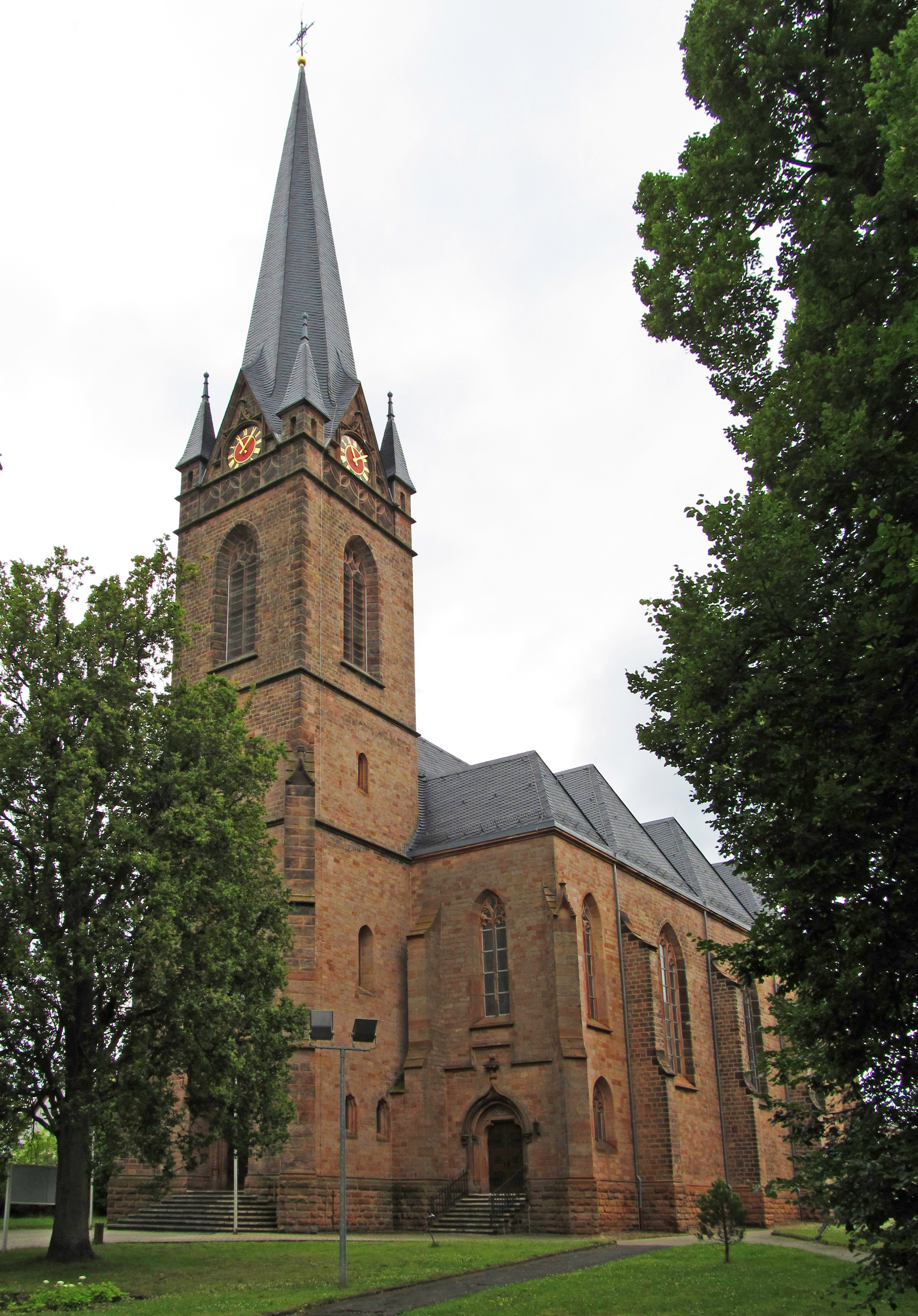
Die katholische Pfarrkirche St. Andreas

## Kultur und Sehenswürdigkeiten

### Bauwerke
Auf der Gemarkung Erbach-Reiskirchen befinden sich Bauwerke, die in der Denkmalliste des Saarlandes als Einzeldenkmale aufgeführt sind. Dazu zählt ein Wohnhaus in der Dürerstraße von 1902, ein Lokschuppen von 1865 mit Umbauten aus dem 1. Viertel des 20. Jahrhunderts und die katholische Pfarrkirche St. Andreas in der Steinbachstraße die in Jahren 1903 bis 1904 nach Plänen des Architekten Wilhelm Schulte erbaut wurde.
Die am Westring im südlichen Teil von Erbach gelegene katholische Kirche Maria vom Frieden beherbergt eine als Einzeldenkmal gelistete Muttergottesfigur aus dem 1. Viertel des 18. Jahrhunderts.

### Sportstätten
Ein wichtiger Bestandteil des Ortes sind seine vielen Sportstätten. Es gibt fünf Sporthallen, sieben Fußballplätze, eine Tennisanlage, eine Leichtathletikanlage, ein Schützenhaus sowie einen Hundesportplatz und das Kombibad der Stadt KOI befindet sich am Johannishof.

#### Sportzentrum Erbach
Das Sportzentrum Erbach wurde vom TV Erbach (später TSV Homburg-Erbach) erbaut und ist überregional bekannt. Das Hauptgebäude ist 70 m × 40 m groß. In diesem gibt es eine große Handballhalle mit Tribünen für ca. 3.000 Besucher, eine Schulturnhalle für die Luitpoldschule, eine Judohalle sowie eine Turnhalle in der ein Turnleistungszentrum des saarländischen Turnerbundes untergebracht ist. Weiter gehören zu der Anlage ein Rasenplatz mit Leichtathletikanlage und Flutlicht, eine Tennisanlage mit 3 Spielplätzen sowie ein Kleinfeldhandballplatz mit Tartanbelag. Eingeweiht wurde die Anlage bei der Handball-Weltmeisterschaft 1982 mit zwei Gruppenspielen. Die alte Veranstaltungshalle wurde im Dezember 2012 abgerissen und soll laut einem Stadtratsbeschluss durch eine neue Halle ersetzt werden.
Zwischen 1987 und 1999 trug der Handballverein TV Niederwürzbach hier seine Heimspiele aus und von 2008/2009 bis 2011/2012 die Basketballer der Saar-Pfalz Braves. In der Turnhalle trägt die Drittligamannschaft der TG Saar ihre Wettkämpfe aus.

## Wirtschaft
Im Stadtteil Erbach sind zahlreiche bedeutende Industrieunternehmen wie beispielsweise Bosch Dieseltechnik mit drei Werken, die Michelin-Gruppe, die INA-Schaeffler KG und Dr. Theiss Naturwaren vertreten. Somit hat Erbach die höchste Arbeitsplatzdichte aller Homburger Stadtteile. Dies ist insofern bemerkenswert, als dass die Stadt Homburg mit rund 45.000 Einwohnern bereits über 30.000 Arbeitsplätze verfügt.

## Infrastruktur

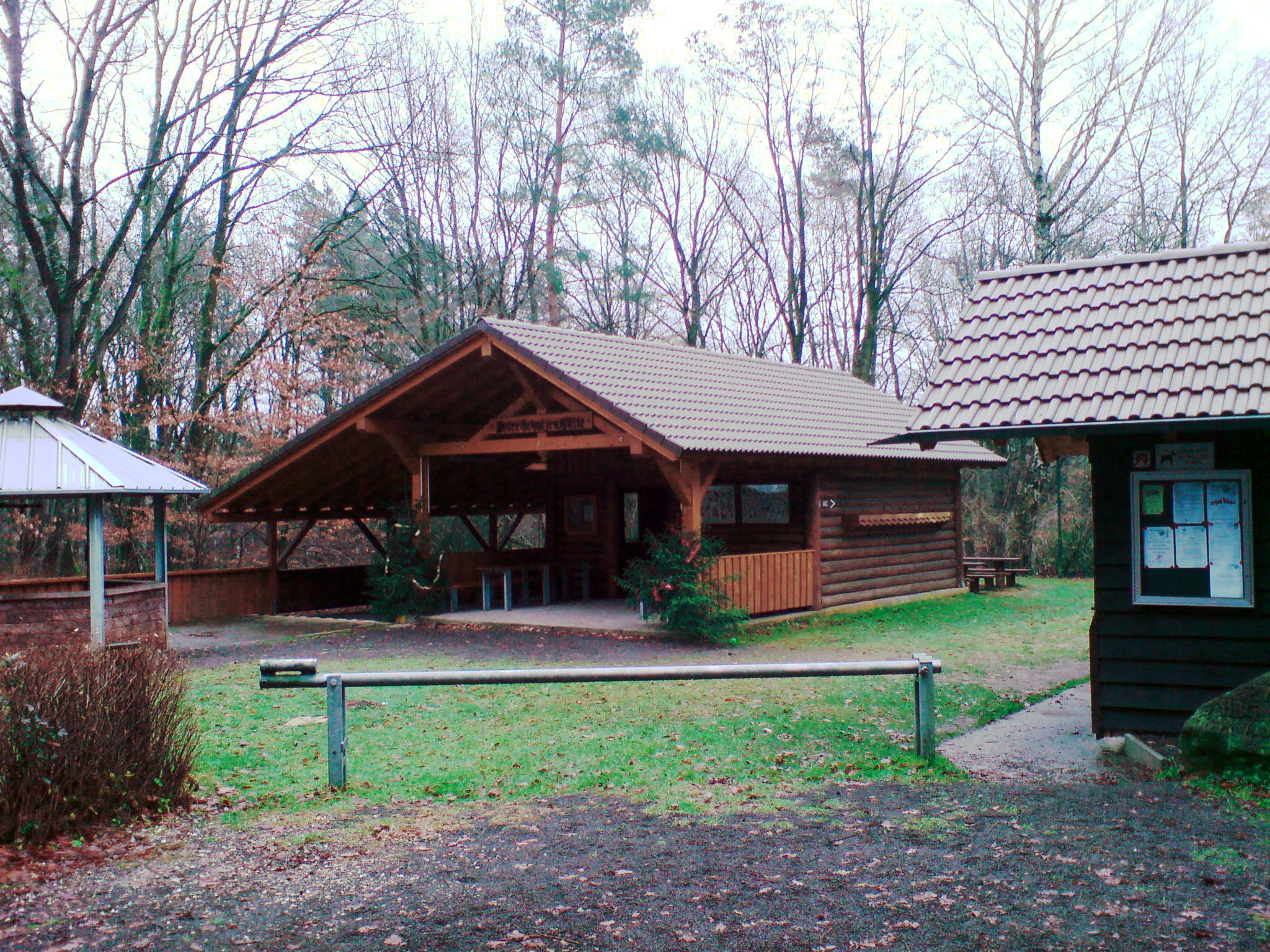
Die Peter-Schulzen-Hütte des Pfälzerwaldvereins Erbach

Zurzeit befinden sich Kampagnen zum Ausbau der Infrastruktur und zum Erhalt kommunaler Identitätsträger wie der zentralen Plätze oder der St. Andreaskirche im historischen Gemeindekern in der Realisierungsphase. Im Zuge einer forcierten Sozialpolitik zeigen sich in den letzten Jahren deutliche Verbesserungen. Auch das im Jahre 2006 der Öffentlichkeit übergebene Haus der Begegnung ermöglicht einen intensiveren Dialog und gehört inzwischen zum festen Profil des Stadtteils.

### Ria Nickel Tierheim
Im abseits im Wald gelegenen Erbacher Bahnhaus an der aufgegebenen Glantalbahn, am Westrand des Natura 2000 Naturschutzgebiets Jägersburger Wald/Königsbruch, befindet sich das, nach der ehemaligen Vorsitzenden benannte, Ria Nickel Tierheim des Tierschutzvereins Homburg.

### Peter Schulzen Hütte
In der Nähe des Tierheims an der alten Bahnlinie befindet sich die 1984 erbaute Schutzhütte des Pfälzerwaldvereins Ortsgruppe Erbach. Diese wurde vom 15. auf den 16. Juni 2008 durch einen Brandanschlag stark beschädigt und anschließend wieder aufgebaut.